# Fornby (Avesta)
Fornby – wieś w Szwecji, w regionie Dalarna, w gminie Avesta.